# Ам-хех
Ам-хех - в давньоєгипетській міфології є другорядним богом загробного світу. Його ім'я означало «пожирач мільйонів». Виглядав Ам-Хех як людина з головою собаки і мешкав він у вогняному озері. З усіх богів тільки бог сонця Атум (Ра) міг керувати ним.
Іноді його плутають з іншим підземним божеством Амміт, який пожирав мертвих, чиї серця переважували перо істини богині Маат.